# Emiamminali

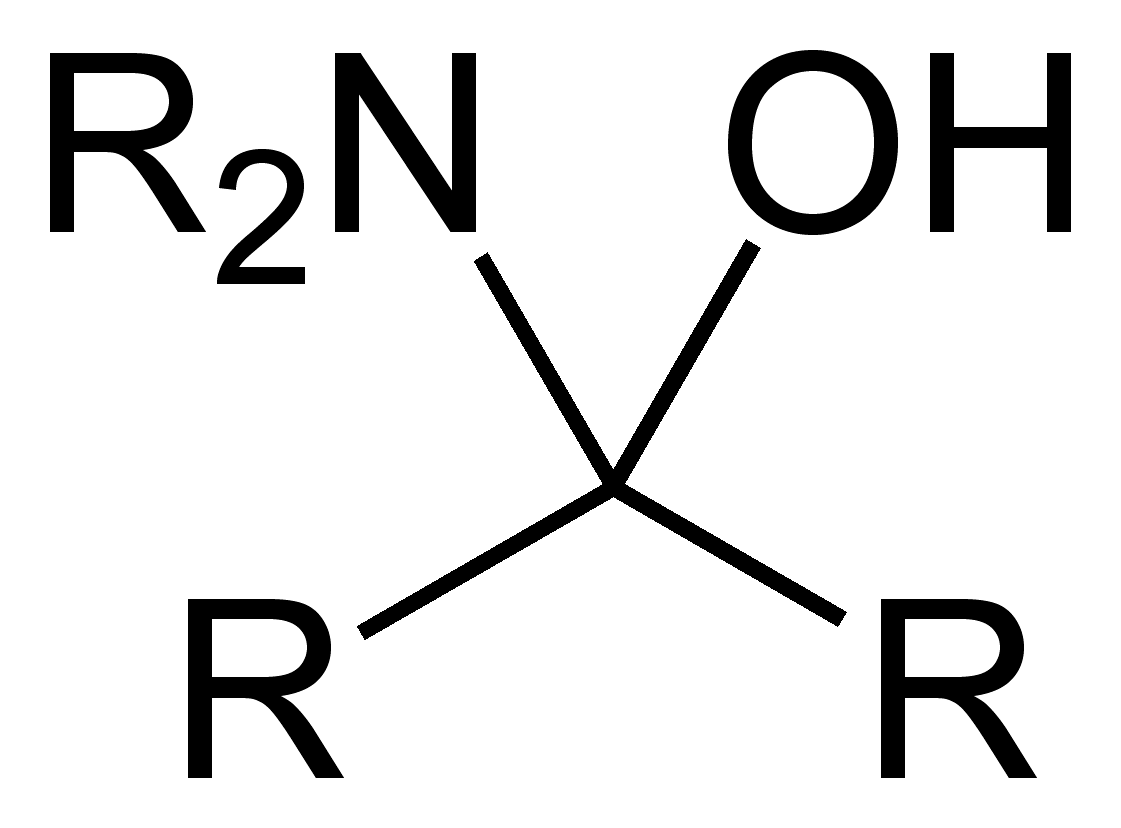
Emiamminale generico

Un emiamminale è un gruppo funzionale o un tipo di composto chimico che ha un gruppo ossidrilico ed un'ammina attaccati allo stesso atomo di carbonio: -C(OH)(NR2)-, dove R può rappresentare un atomo di idrogeno o un gruppo alchilico. Gli emiamminali sono composti intermedi nella formazione dell'immina da un'ammina e da un carbonile per mezzo di una alchilimmino-de-osso-bisostituzione.
Un esempio di emiamminale è quello ottenuto dalla reazione tra l'ammina secondaria carbazolo e la formaldeide.
Gli emiamminali generati da ammine primarie sono instabili, al punto che non sono mai stati isolati e molto raramente sono stati osservati direttamente. Nel 2007 è stata studiata una sottostruttura emiamminale intrappolata nella cavità di un complesso ospite/ospitante con una emivita di 30 minuti. Poiché sia l'ammina che il gruppo carbonilico sono isolati in una cavità, la formazione emiamminale è favorita a causa di un'elevata velocità di reazione successiva paragonabile ad una reazione intramolecolare e a causa anche dell'accesso limitato da parte della base esterna (un'altra ammina) nella stessa cavità che favorirebbe l'eliminazione di acqua nell'immina.
La formazione emiamminale è un passo chiave in una sintesi totale asimmetrica della saxitossina:
In questo stadio della reazione il gruppo alchenico è dapprima ossidato in un'aciloina intermedia per azione del cloruro di osmio(III), dell'idrogenopersolfato di potassio (catalizzatore sacrificale) e del carbonato di sodio (base).